# Ploceus nicolli
El tejedor de los Usambara (Ploceus nicolli) es una especie de ave paseriforme de la familia Ploceidae endémica de Tanzania.

## Distribución y hábitat
Se encuentra únicamente en los bosques húmedos de montaña del este de Tanzania. Está amenazado por la pérdida de hábitat.